# Деян Келхар
Деян Келхар (словен. Dejan Kelhar, нар. 5 квітня 1984, Брежиці) — словенський футболіст, захисник клубу «Олімпія» (Любляна) та національної збірної Словенії.

## Клубна кар'єра
У дорослому футболі дебютував 2002 року виступами за команду клубу «Кршо», в якій провів два сезони, взявши участь у 33 матчах чемпіонату.
З 2004 року грав за «Публікум» (Цельє) та «Олімпію» (Любляна).
Влітку 2006 року ща 100 тис. євро перейшов до намецького клубу «Гройтер» з Другої бундесліги, проте закріпитись в команді не зумів та по звершенні сезону повернувся в «Цельє».
Своєю грою привернув увагу представників тренерського штабу бельгійського клубу «Серкль», до складу якого приєднався 31 січня 2009 року. Відіграв за команду з Брюгге наступні два роки своєї ігрової кар'єри, після чого у лютому 2011 року став гравцем польської «Легії», з якою за підсумками того сезону став володарем національного кубку, але закріпитись в команді не зумів.
В подальшому виступав за ізраїльський «Хапоель» (Хайфа), турецький «Самсунспор», азербайджанську «Габалу», сербську «Црвену Звезду» та англійський «Шеффілд Венсдей», проте в жодній команді надовго не затримався.
Влітку 2015 року повернувся на батьківщину, ставши гравцем «Олімпії» (Любляна). Відтоді встиг відіграти за команду з Любляни 10 матчів в національному чемпіонаті.

## Виступи за збірну
3 березня 2010 року дебютував в офіційних іграх у складі національної збірної Словенії в товариському матчі проти збірної Катару (4:1), замінивши на 78 хвилині Боштяна Цесара. Наразі провів у формі головної команди країни 6 матчів.

## Досягнення
- Вололдар Кубка Польщі: 2010/11
- Чемпіон Сербії: 2013/14